# Будва
Будва (чорн. Budva) — місто в Чорногорії, адміністративний центр общини Будва. Розташоване в центральній частині адріатичного узбережжя країни. Будва, заснована близько 2500 років тому, є одним з найдавніших поселень на берегах Адріатичного моря. Разом з околицями утворює Будванську рив'єру — найбільший туристичний центр Чорногорії, знаменитий своїми піщаними пляжами, нічним життям і прекрасними зразками середземноморської архітектури.

## Географія
Округ Будва займає площу 122 км². Узбережна смуга швидко змінюється гірським ландшафтом. Гори, що складаються з осадових порід, покриті рідким колючим чагарником.

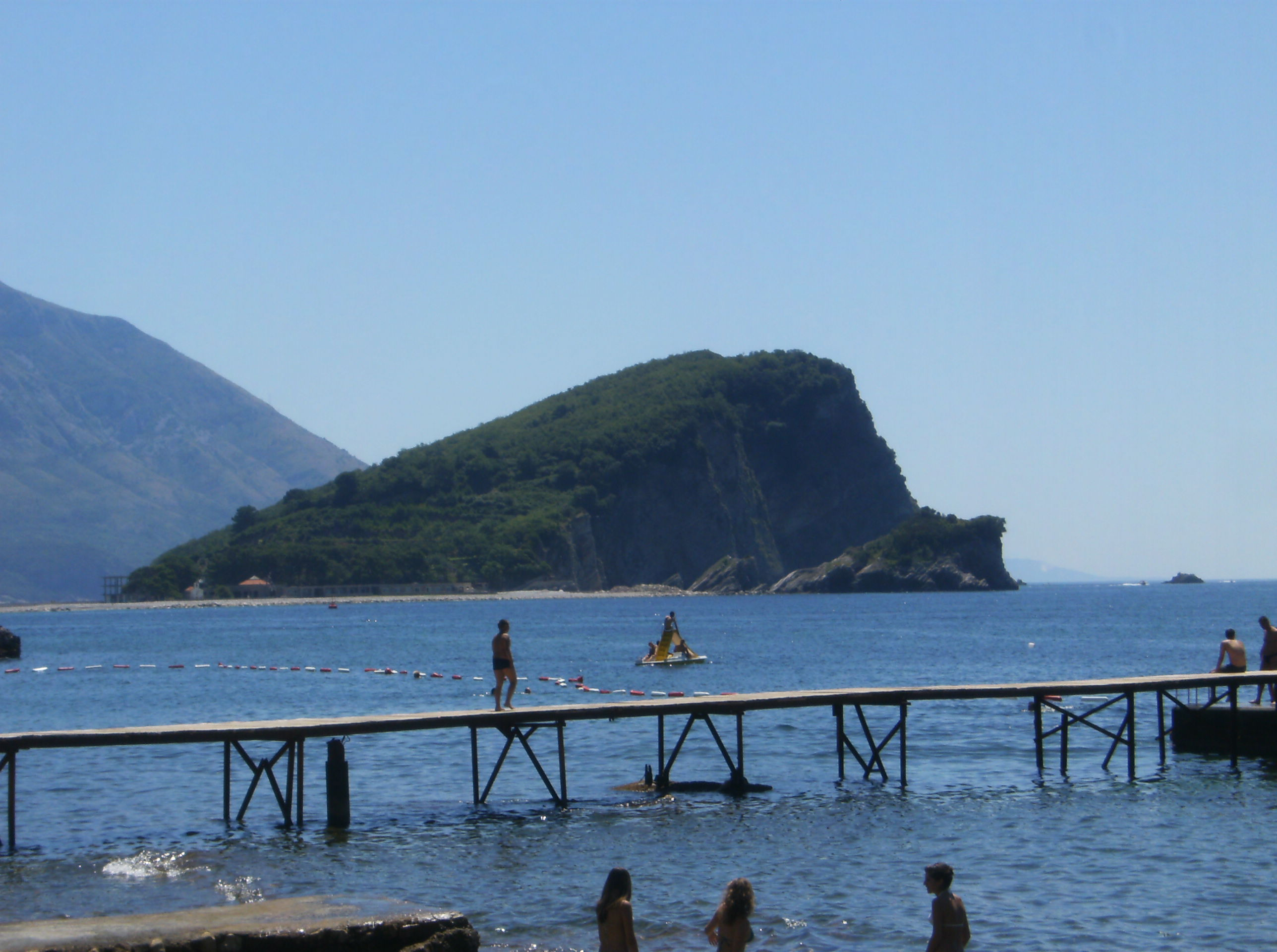
Острів святого Николи

Нове місто розташоване уздовж берегів невеликої бухти. На півночі бухта закінчується мисом, на якому розташована стара фортеця. Недалеко від Будви, у межах прямої видимості, знаходиться острів Святого Николи, один з небагатьох островів на узбережжі Чорногорії. Через місто проходить так званий Адріатичний тракт (Ядранський шлях) — шосе, що зв'язує між собою численні населені пункти в Греції, Албанії, Чорногорії, Боснії, Хорватії.

## Історія
Точний час виникнення Будви невідомий. Легенда називає засновником міста Кадма — фінікійського царевича та володаря грецького міста Фіви, який нібито відмовився від влади на Фівами на користь свого онука і разом з дружиною Гармонією вирушив до володінь іллірійців. Про фінікійське походження Будви свідчить і її розташування — фінікійці часто засновували свої колонії на невеличких острівцях біля узбережжя. Зрештою, сама назва міста може походити від фінікійського  — «дім». Спроба вивести її з грецької βους — «бик», «віл» є швидше за все пізнішою етимологічною легендою. Стефан Візантійський не вважав ім'я міста грецьким і взагалі пов'язував його з назвою єгипетського міста Буто. Перша згадка про Будву як про населений пункт Бутоу датується V століттям до Р. Х.  У XX столітті при будівництві одного з готелів були виявлені залишки давньогрецького і давньоримського некрополів, найстародавніші фрагменти яких, мабуть, відносяться до середини I тисячоліття до Р. Х..
Будва перебувала у складі Римської держави, а згодом Візантійської імперії. З початком переселення на Балкани слов'ян певний час мала назву Старий град. В 841 році була спалена сарацинами, але швидко відбудована.
За середньовіччя Будва перетворилася на самоврядну міську громаду, мала власний статут та керівника — ректора, якого обирали зі свого кола представники найзаможніших купецьких родин. Водночас верховну владу над містом зберігали за собою володарі сусідньої Дуклі та Зети. В 1385 році намісник Будви Микола Захарія оголосив себе незалежним володарем, але за три роки її повернув собі князь Джурадж II Балшич. З 1420 року місто перебувало під владою Венеції, з 1797 — Австрії (з невеликою «перервою» на французьке панування).
В 1914 році Будву зайняли чорногорські війська, але австрійці вже невдовзі повернули собі контроль над містом. Після першої світової війни Будва опинилася в складі Югославії, під час другої була окупована італійцями. З остаточним розпадом Югославії залишилася за Чорногорією.
Сьогодні Будва — сучасне місто, що складається зі Старої та Нової частин. Стара оточена високими фортечними стінами, спорудженими у XV столітті ще до турецького вторгнення. Стіни укріплені декількома баштами і фортецею Кастел. У Старе місто веде декілька воріт, які в давнину добре охоронялися і закривалися на ніч. Сьогодні ці ворота відкриті навстіж. За фортечними стінами — вузенькі криві вулиці та середньовічні площі, будівлі, побудовані з тесаного каменю.
Над містом підноситься церква св. Івана з величною дзвіницею — будова VII століття. У Старому і Новому місті на кожному кроці зустрічаються кав'ярні, ресторани та крамниці.

## Населення

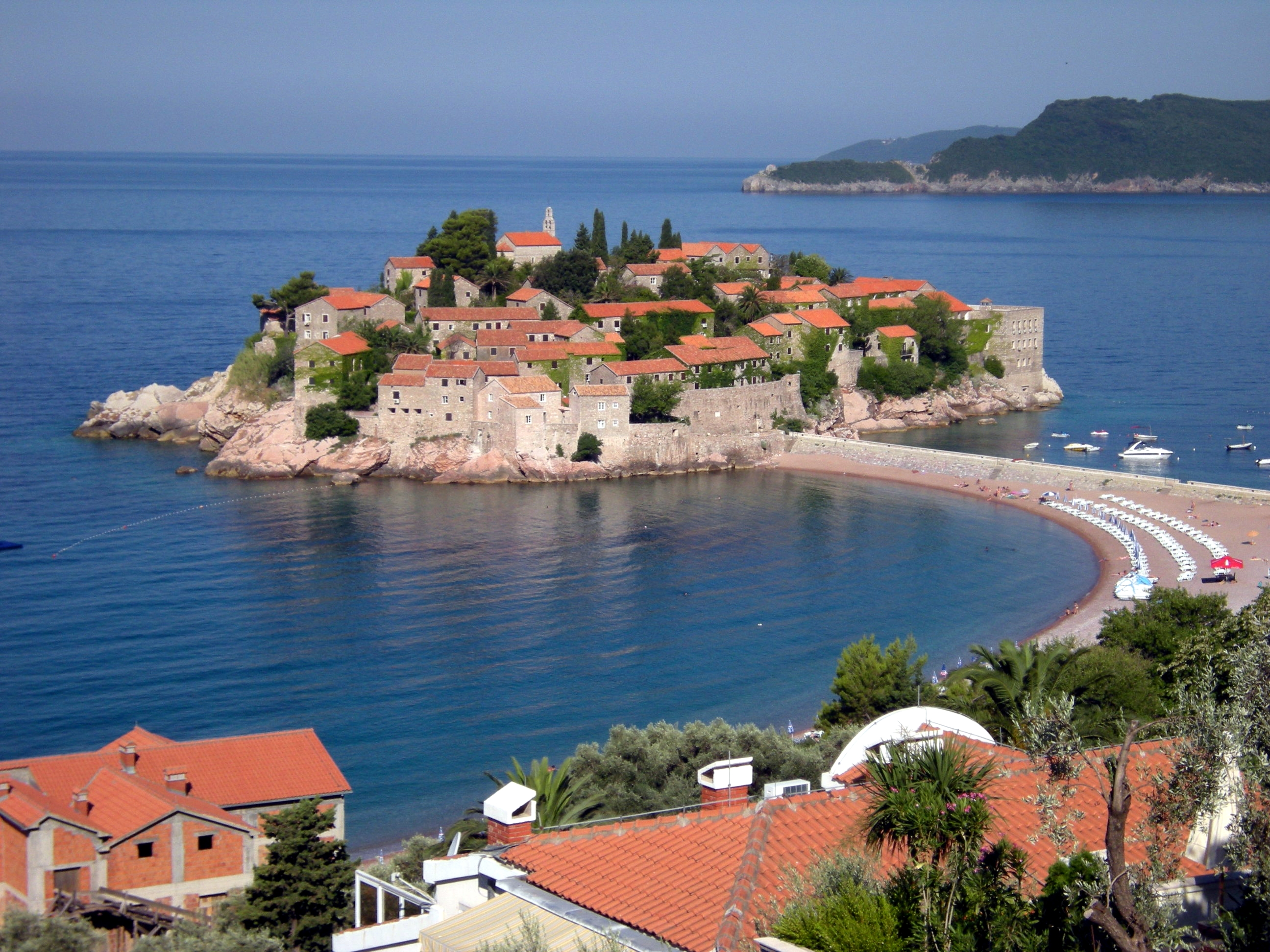
Свєті-Стефан поблизу Будви

Будва є центром однойменної общини/громади, що включає окрім безпосередньо самої Будви, такі населені пункти як Бечичі, Радженовічі, Светі Стефан, Петровац на Мору та інш. Населення округу становить 15 909 (за даними перепису 2003 року), з них населення самої Будви — 10 918. Населення міста динамічно росте: так, якщо в 1981 році чисельність мешканців міста становила 4684, то у 1991 році вона збільшилася до 7178, а ще за десятиліття збільшилося практично в півтора раза.
Етнічний склад Будви також зазнає значні зміни: стрімко збільшується число сербів в частці міського населення. Конфесійний склад Будви практично однорідний: переважна більшість вірян складають православні християни.
У місті і його околицях розташована безліч православних храмів, а також монастирі Підострог, Режевічи, Станевічи, Градісті. Католицька громада Будви також налічує тривалий період історії, у місті є католицькі храми, зокрема й знаменита церква Святого Івана.

## Економіка
Основу економіки міста складає туризм. Крім готелів і пансіонатів багато апартаментів, що здаються туристам.

## Культура

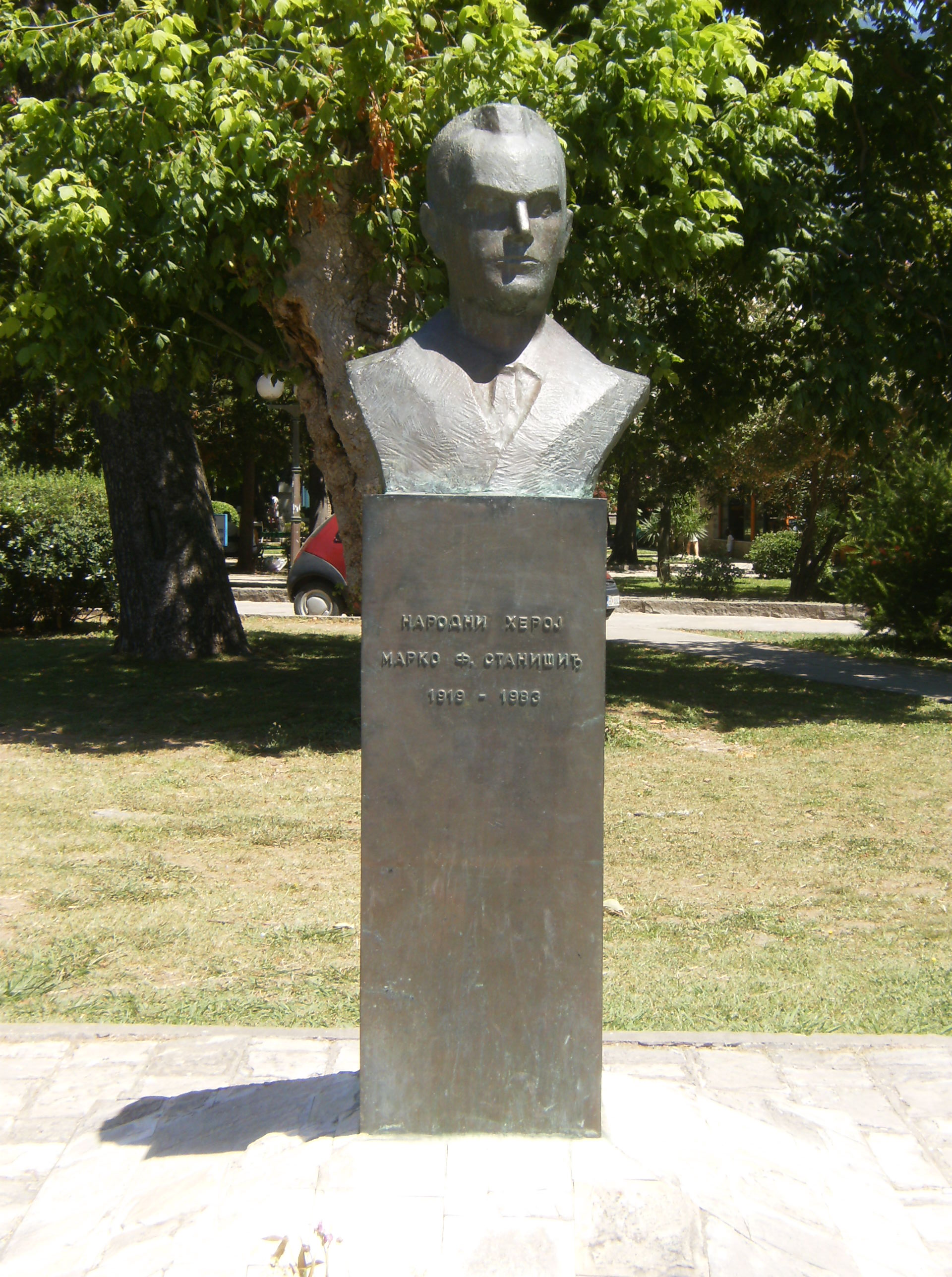
Народний герой Марко Станишич

Культурне життя міста багате подіями, тут відбуваються численні театральні та музичні фестивалі, а з початку липня і до 20 серпня в Будву зі всієї країни з'їжджаються поети. Діють археологічний і етнографічний музеї. Місцеві дрібногалечні пляжі (Слов'янський пляж, Могрен) і піщаний Яз (4 км від Будви) користуються популярністю серед туристів. У місті також проводяться міжнародні спортивні турніри.

## Туризм
Будву часто називають столицею чорногорського туризму: лише за літо 2005 року місто відвідали 250 000 туристів. Головним чином це жителі Сербії і Росії, а також Німеччини, Фінляндії тощо. Туристів привертають численні пляжі курорту, загальна протяжність яких становить 11 310 метрів, а також безліч історичних визначних пам'яток.

### Пляжі
Будва оточена пляжами, більшість з яких або крупнопіщані, або дрібногалькові:
- Могрен є одним з найвідоміших пляжів Будви. Мальовничо розташований біля підніжжя достатньо крутих скель, він знаходиться всього лише за 500 метрів від історичного центру Будви — Старого міста.
- Пізана
- Слов'янський пляж (Словенска плажа) є найпротяжнішим пляжем Будви. Розташований на схід від Старого міста.
- Гуванце

Пляжі продовжуються і в околицях Будви.

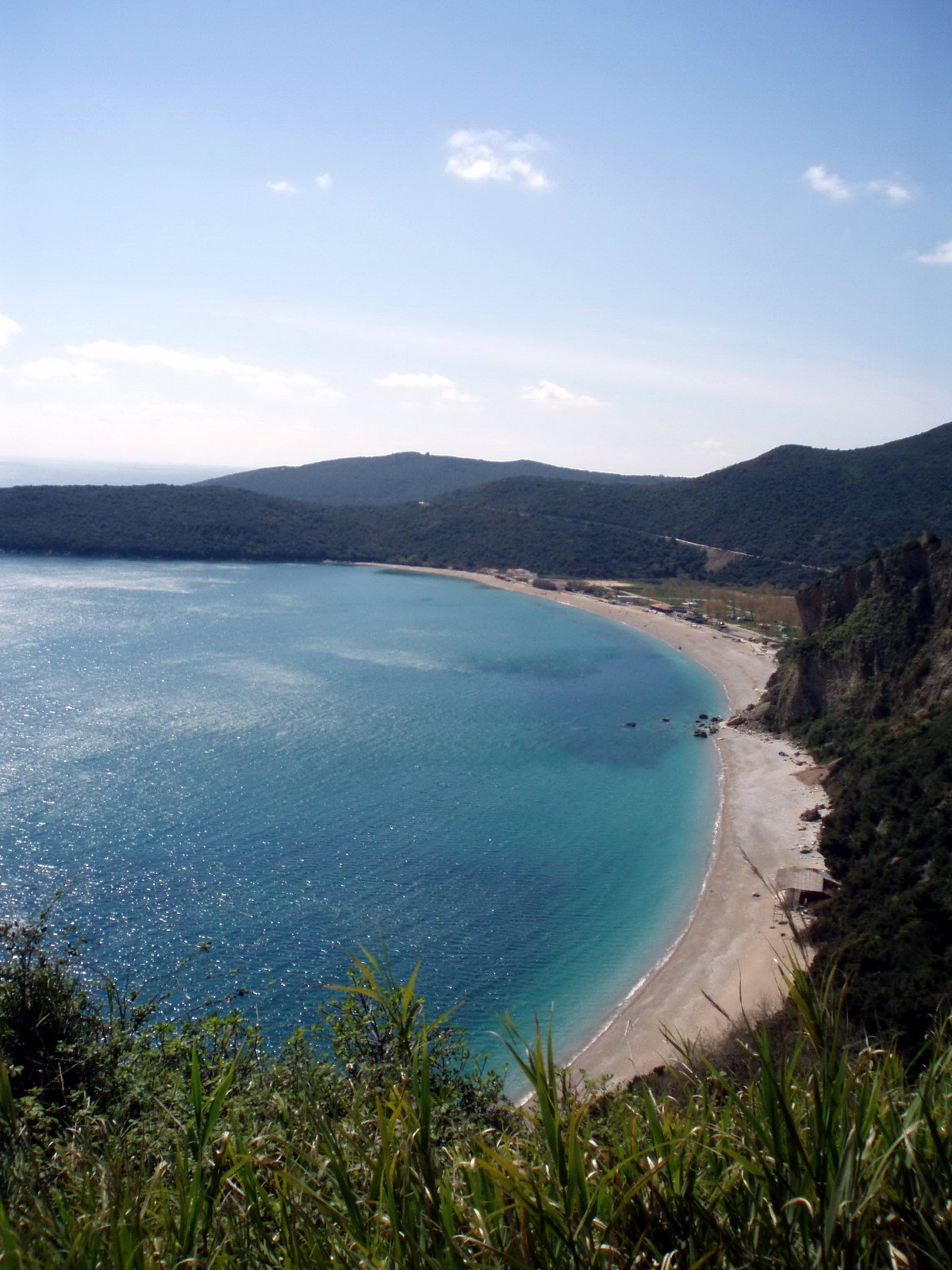
Пляж Яз поблизу Будви

- Пляж Яз — не тільки один з найкрасивіших пляжів на чорногорському узбережжі, належить до групи будванських пляжів. Всього в Чорногорії налічується 16 офіційних піщаних пляжів Чорногорії. Яз — один з них. За якістю піску належить до пляжів першої категорії, довжина його − 1200 м, а загальна площа — 22500 м², від туристичної столиці Чорногорії Будви його відділяють всього 2,5  км. Пляж складається з двох частин: великий (довжиною 700 м) і маленької (довжиною 400 м), яку вподобали нудисти. За пляжем розкинулось Мрчево поле, з двох сторін його обрамляють гори Грбаль і Стража, ховаючи його від повсякденної суєти. Через пляж протікає річка Дреновстіца, що впадає в море, так що на пляжі є джерело питної води. Пляж Яз гальковий, як і дно на мілководді, але якщо зайти у воду глибше, галька поступово переходить в дрібний пісок, що надає воді бірюзовий колір. Яз ідеально підходить для любителів відпочинку на природі — тут ви можете поставити намет, а неподалік знаходиться автокемпінг на 2000 місць, паркування під охороною. 9 липня 2007 року він служив сценою для знаменитої групи Rolling Stones, а 25 вересня 2008 року для Мадонни.
- Пляж Трстено За 2,5 км від пляжу Яза є маленький пляж Трстено, він для мандрівників, які приїхали на відпочинок з маленькими дітьми. Це пляж з дрібним піском, по якому можна ходити, як по килиму, перші 50 метрів від берега дрібно, і тільки потім починається глибина. Це ідеальне місце для малюків, тут вони можуть відігравати у воді та вчитися плавати.
- Пляж Плоче Далі. За 2 км від пляжу Трстено, знаходиться ще одне привабливе місце для купання — кам'яний пляж Плоче. Пляж займає мис що виступає в море. Місце пляжу унікальне, відкрите море, виступаючий мис, скельний ґрунт, частково насипні спуски в море. Висока чистота води, прозорість якої перевищує 35 метрів. Кафе, ресторани, недоторкана природа. Якість морської води не можна порівняти з іншими пляжами. Обладнаний паркуванням, рестораном, з лежаками та парасольками від сонця. Є басейни для дітей і дорослих, великі паркінги.

### Історичні пам'ятки
Більшість пам'яток історії сконцентрована в Старому місті Будви. Розташоване на півострові, який помітно різко виступає в море. Є куточком типово венеційської й середземноморської архітектури. Попри руйнівні наслідки землетрусу 1979 року, до 1987 року Старе місто було повністю відновлене. Старе місто оточує могутній фортечний мур і пронизують вузькі звивисті вулиці, які ведуть до міської цитаделі, де нині розташований музей.

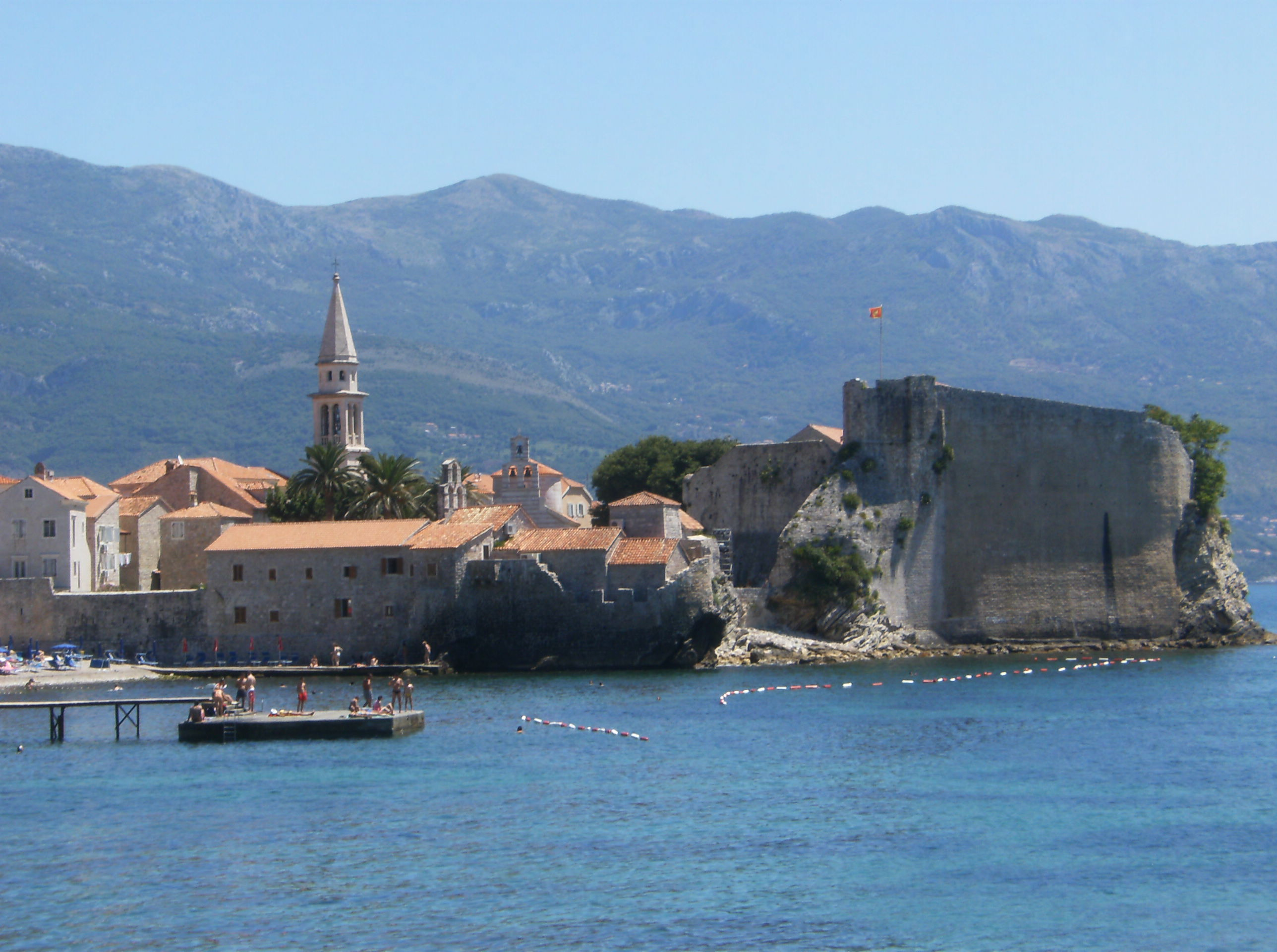
Старе місто
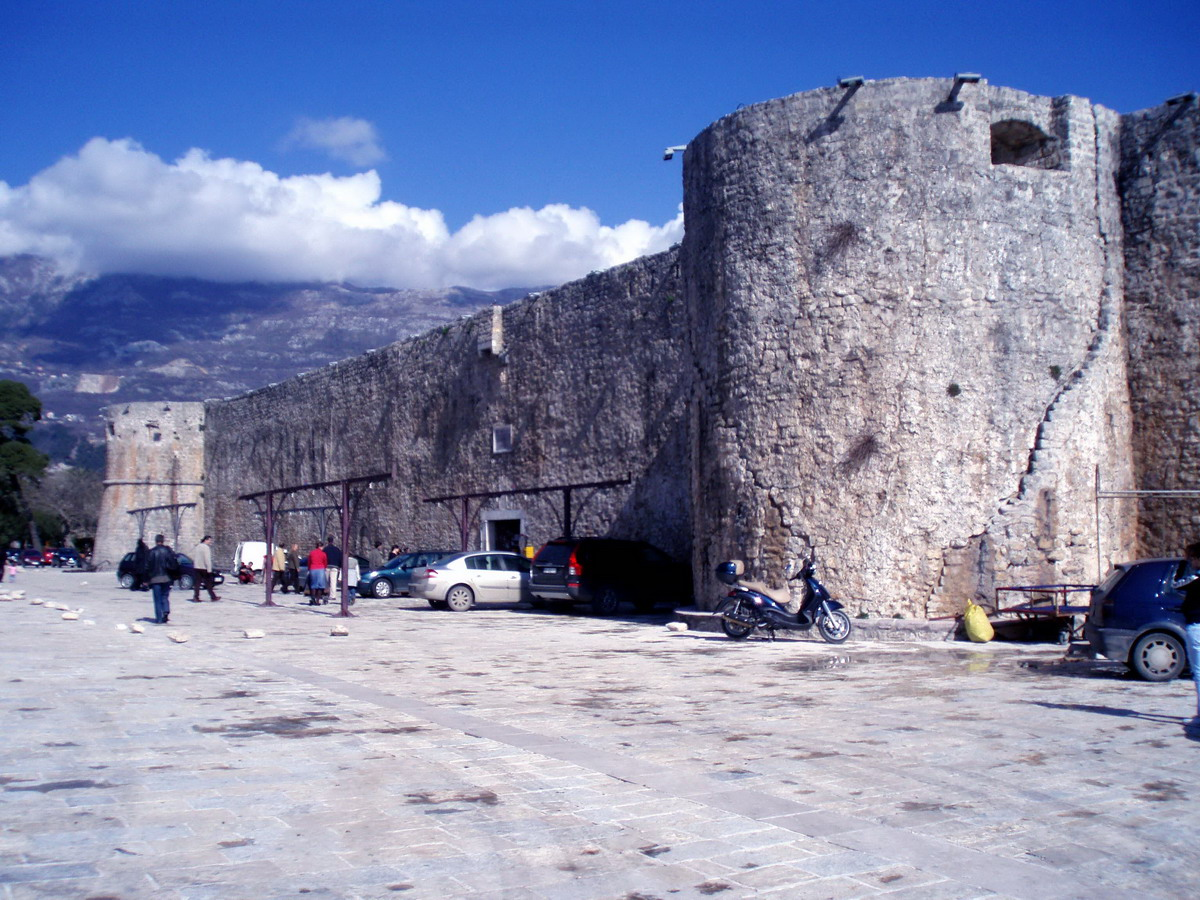
Фортечний мур
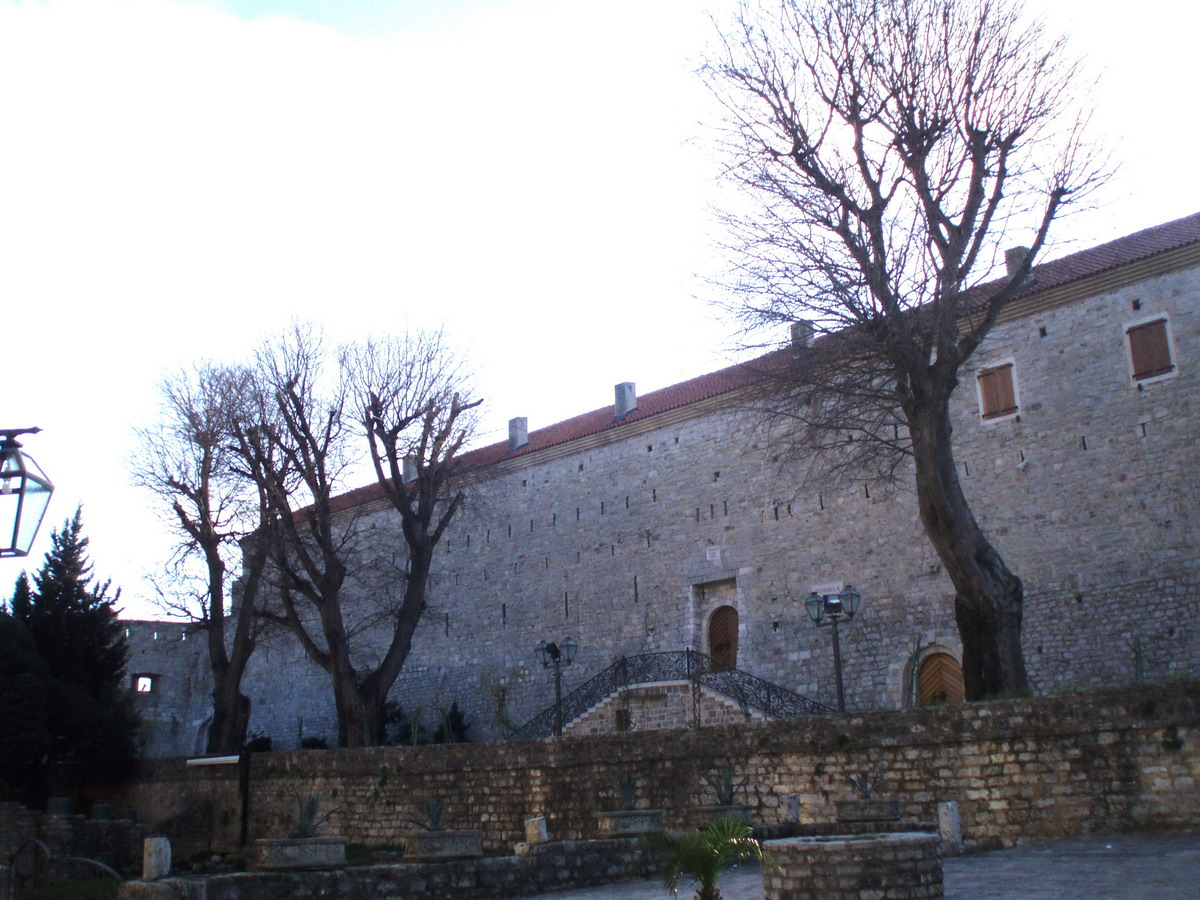
Цитадель
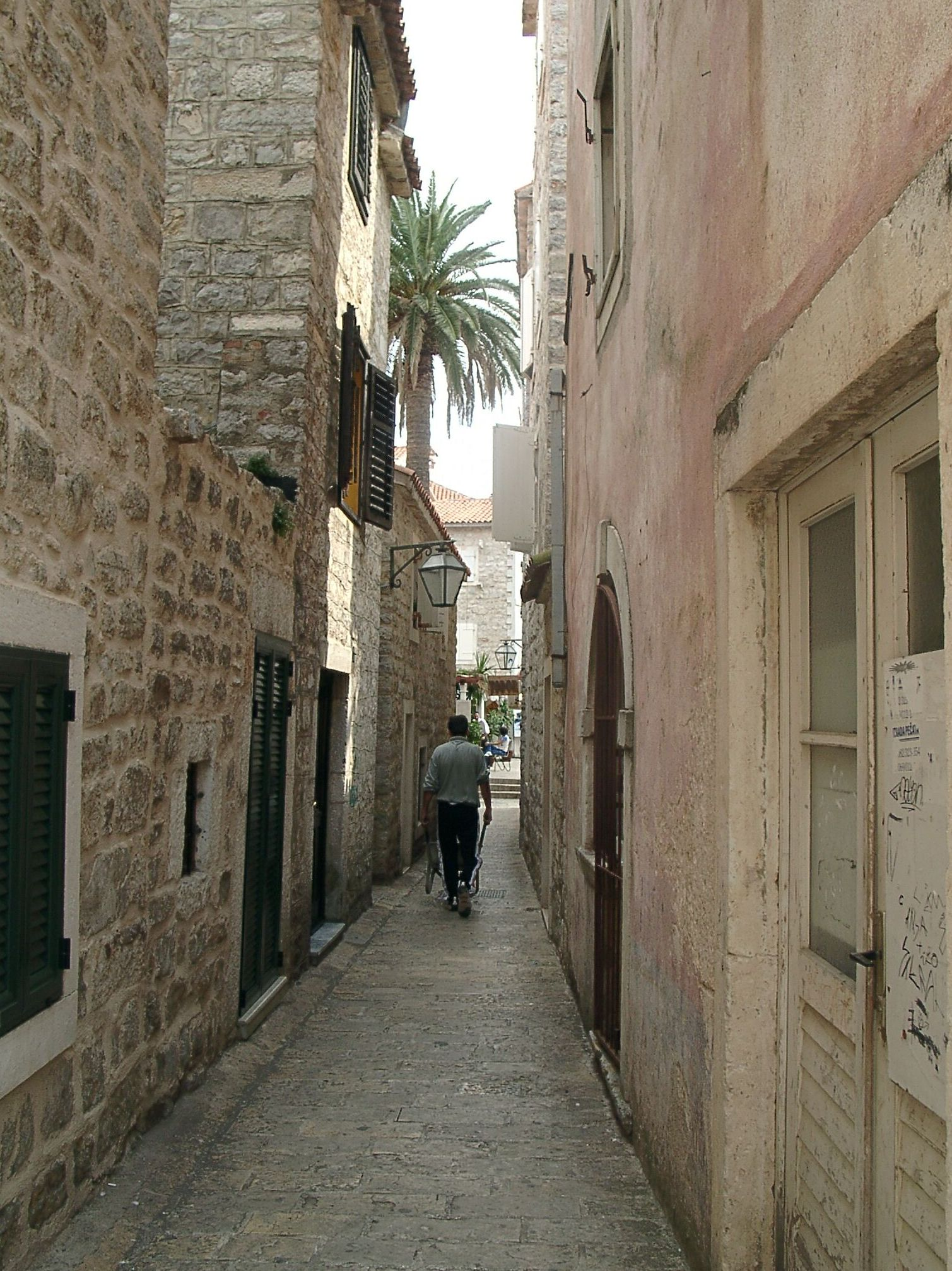
Вулиця Старого міста
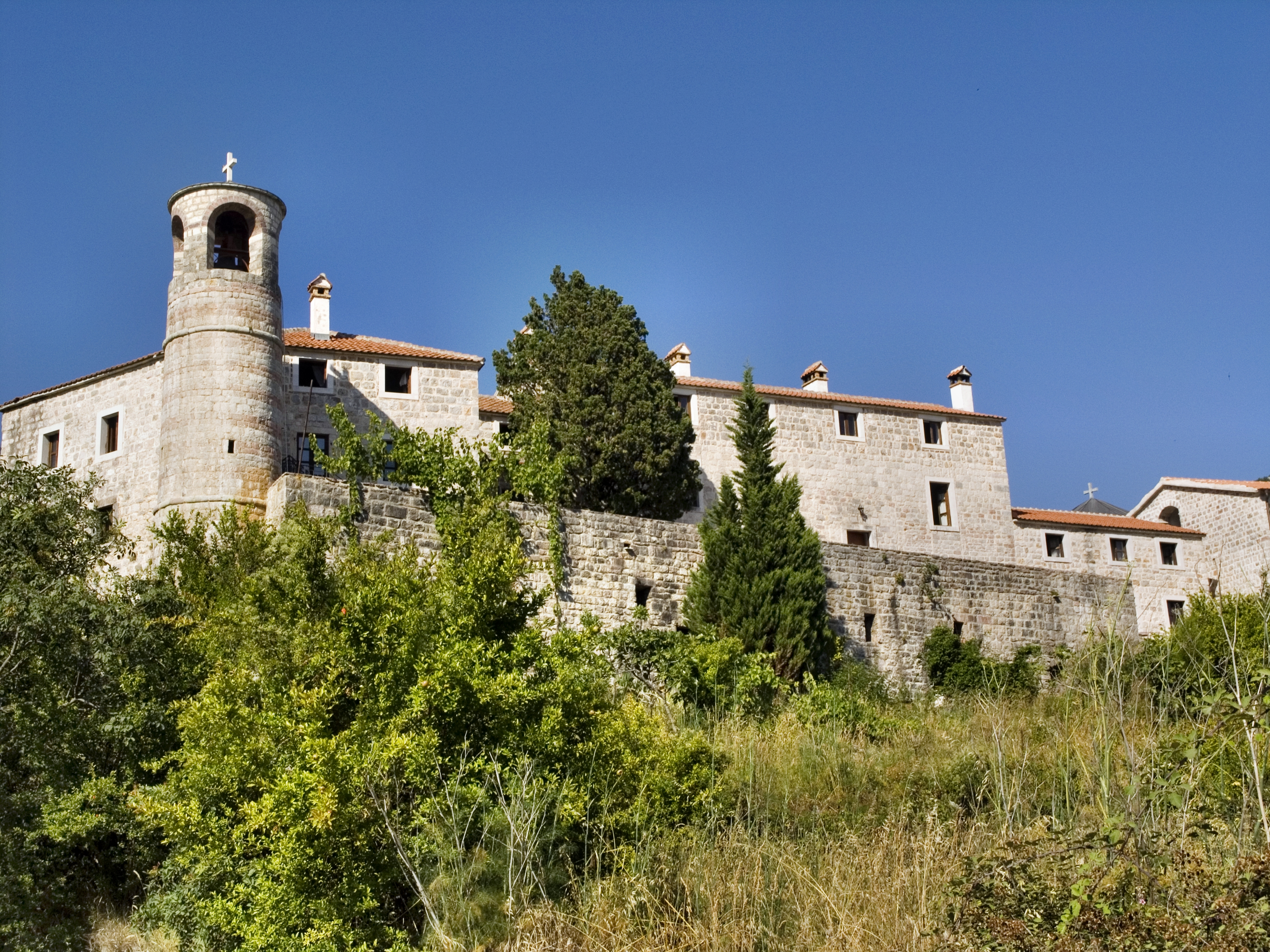
Монастир Подмаїне

Біля цитаделі знаходяться чотири старовинні церкви (а також залишки фундаментів ранньохристиянської церкви):
- церква Святого Івана (зведена в VII столітті, з подальшими перебудовами) з дзвіницею — архітектурною домінантою міста.
- церква Святої Марії «ін Пунта» (зведена в 840 році) — єдина будова, що збереглася, від того монастиря, що існував тут колись.
- церква Святого Сави (XII століття).
- церква Святої Трійці (побудована в 1804 році) — православний храм, зведений в типово візантійському стилі.

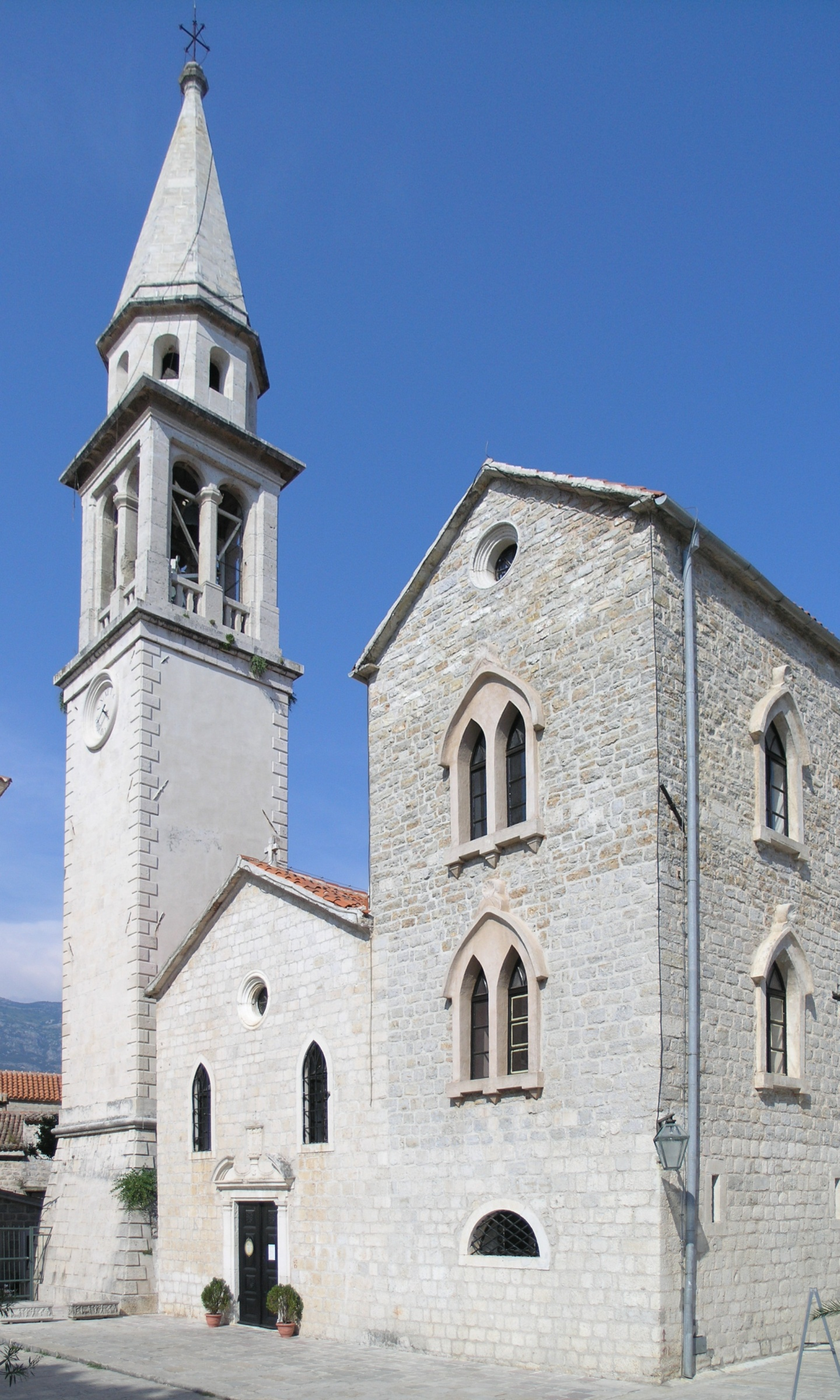
Церква Святого Івана з дзвіницею
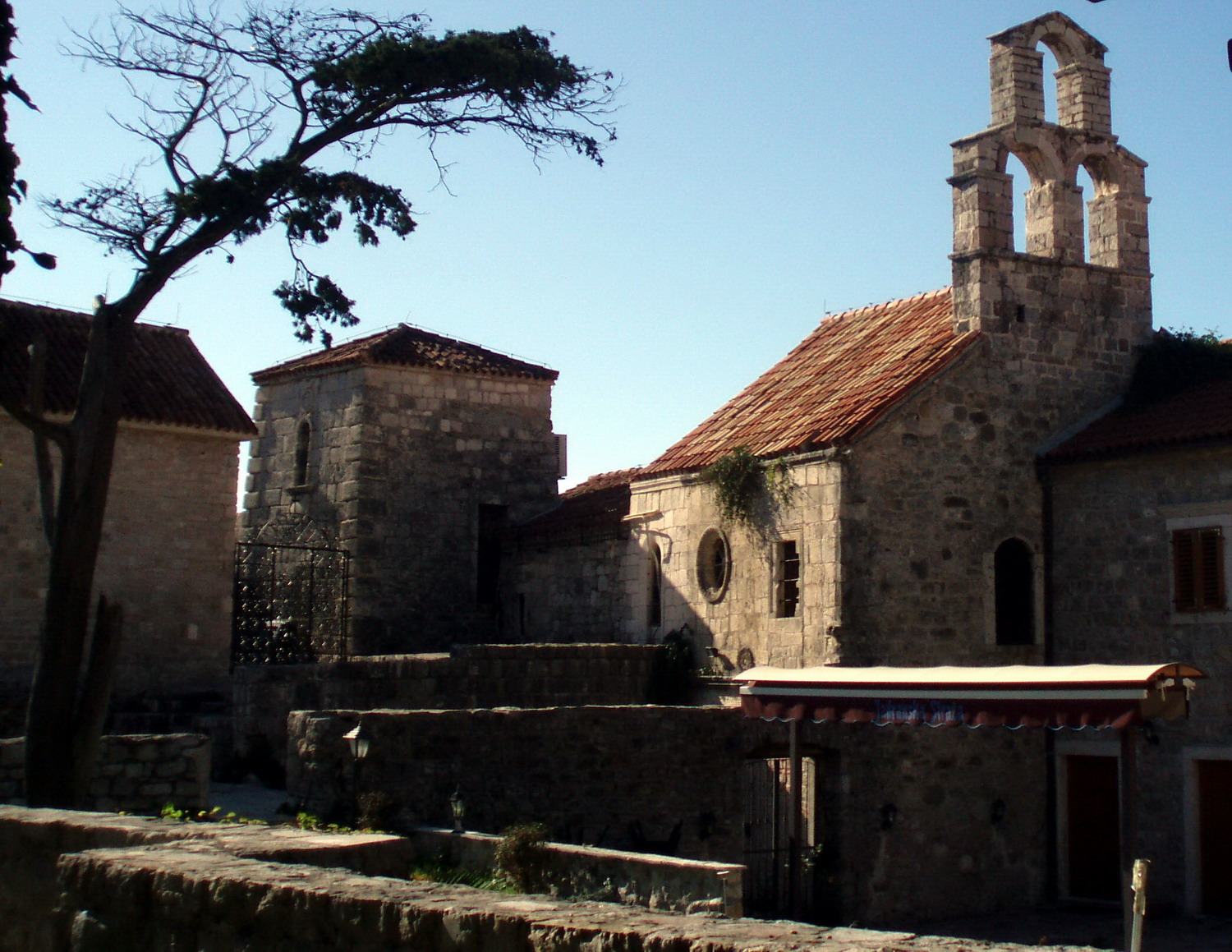
Церква Святої Марії «ін Пунта»
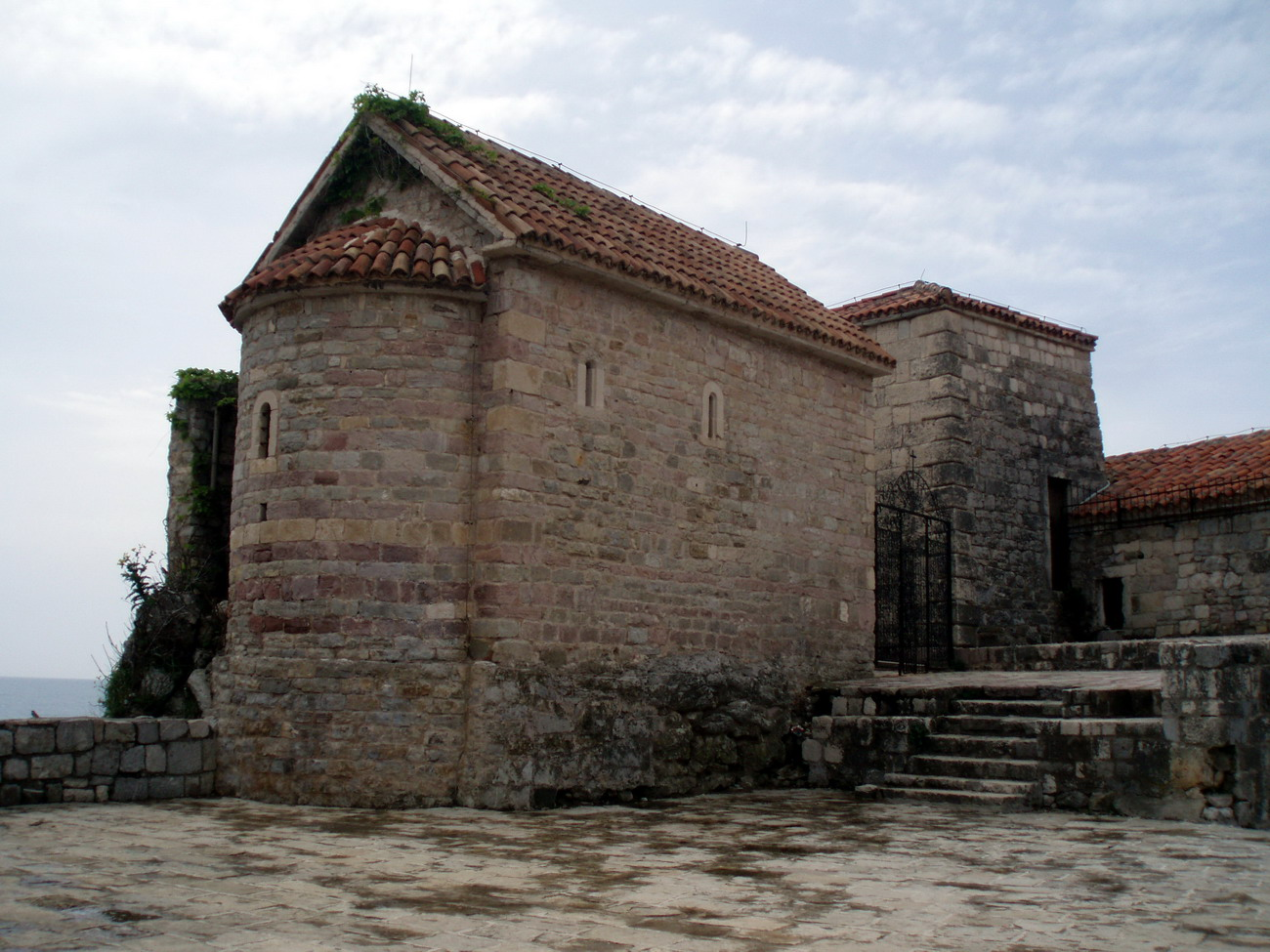
Церква Святого Сави
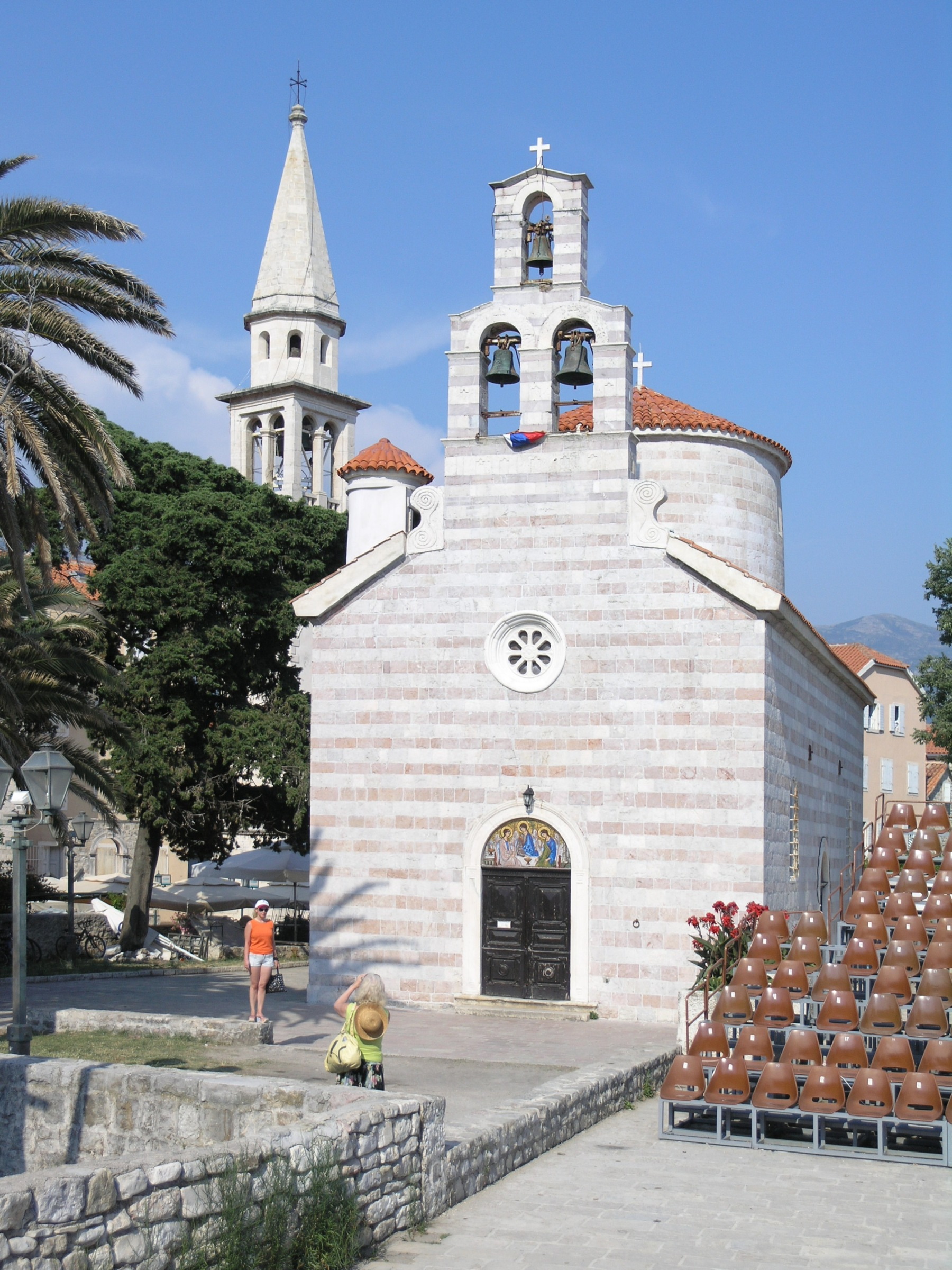
Церква Святої Трійці

У самій цитаделі знаходиться церква Святої Марії «ді Кастелло».
Пам'ятки історії розташовані і в околицях Будви. Це перш за все ансамбль Свєті-Стефан, що зберігся, а також православні монастирі та фортеці.

## Клімат
Клімат у Будві — типовий середземноморський, з теплим літом і м'якою зимою. Будва — одне з найтепліших міст Середземномор'я: середня температура січня становить 8 °C, липня — 23,9 °C, середня літня температура — 23,1 °C, зимова — 9,3 °C. Температура морської води влітку піднімається до 24,7 °C, а восени — 18 °C — 19 °C.

## Міста-побратими
- Італія — Ріміні
- Північна Македонія — Охрид
- Росія — Східний адміністративний округ Москви
- Сербія — Велика-Плана
- Сербія — Новий Сад
- Словаччина — Банська Бистриця
- США — Вест-Палм-Біч
- Хорватія — Пакрац
- Чехія — Прага 4